# Hereditário (filme)
Hereditary (bra/prt: Hereditário) é um filme estadunidense de 2018 dos gêneros drama e terror, escrito e dirigido por Ari Aster e estrelado por Toni Collette, Alex Wolff, Milly Shapiro e Gabriel Byrne como uma família assombrada por uma presença misteriosa após a morte de sua avó.
Estreou no Festival Sundance de Cinema em 21 de janeiro, na seção Midnight, e foi lançado nos Estados Unidos em 8 de junho. Hereditário foi aclamado pela crítica, com o desempenho de Collette, em especial, recebendo elogios. A produção tornou-se um sucesso comercial e arrecadou mais de 79 milhões de dólares, contra um orçamento de 10 milhões.

## Elenco
- Toni Collette - Annie Graham
- Gabriel Byrne - Steve Graham
- Alex Wolff - Peter Graham
- Milly Shapiro - Charlie Graham
- Ann Dowd - Joan

## Produção
Desenvolvimento
O roteirista e diretor Ari Aster embarcou em uma carreira na indústria cinematográfica enquanto era estudante no American Film Institute; ele roteirizou e dirigiu dois curtas-metragens provocantes, The Strange Thing About the Johnsons e Munchausen, trazendo-o sob o escopo da A24. Aster originalmente apresentou Hereditary como uma tragédia familiar, com cuidado para não chamá-lo de um filme de terror.
Fã de dramas domésticos, Aster incorporou temas do gênero em seu roteiro, imaginando um filme enraizado na dinâmica familiar, trauma e luto; Carrie e The Cook, the Thief, His Wife and Her Lover foram as obras que Aster especificou como influências em Hereditary. Ele interpretou o filme como duas metades que são "completamente inextricáveis uma da outra": "Começa como uma tragédia familiar e depois continua nesse caminho, mas gradualmente se transforma em um pesadelo total."
O roteiro reflete um incidente da vida real de 2004 em Marietta, Geórgia, no qual John Kemper Hutcherson decapitou acidentalmente seu amigo de infância e passageiro, Frankie Brohm, em um poste de telefone, depois que este inclinou a cabeça do veículo para aliviar os sintomas de sua embriaguez. Hutcherson então dirigiu para casa com o cadáver sem cabeça de Brohm no carro e adormeceu, até que um transeunte, caminhando com seu filho, notou o corpo de Brohm ainda no caminhão na manhã seguinte e notificou as autoridades.

## Recepção

### Crítica
No Rotten Tomatoes, o filme possui uma taxa de aprovação de 89% com base em 368 críticas e uma classificação média de 8,28 / 10. O consenso crítico do site diz: "Hereditário usa sua configuração clássica como estrutura para um filme de terror angustiante e incomumente perturbador, cujo toque frio perdura muito além dos créditos finais." No Metacritic, o filme tem uma pontuação média ponderada de 87 de 100, com base em 49 críticos, indicando "aclamação universal".

### Audiência
O público entrevistado pela CinemaScore deu ao filme uma nota média de "D+" em uma escala de A+ a F. Algumas publicações notaram a discrepância crítica-público, comparando-o a Drive, The Witch e It Comes at Night, todos os quais foram aclamados pela crítica, mas não conseguiram impressionar os cinéfilos mainstream.